# Lamatewelu
Lamatewelu is een bestuurslaag in het regentschap Flores Timur van de provincie Oost-Nusa Tenggara, Indonesië. Lamatewelu telt 1436 inwoners (volkstelling 2010).